# العلاقات النرويجية الغانية
العلاقات النرويجية الغانية هي العلاقات الثنائية التي تجمع بين النرويج وغانا.

## مقارنة بين البلدين
هذه مقارنة عامة ومرجعية للدولتين:
| وجه المقارنة                                              | النرويج                                                   | غانا         |
| --------------------------------------------------------- | --------------------------------------------------------- | ------------ |
| المساحة (كم2)                                             | 385.21 ألف                                                | 238.53 ألف   |
| عدد السكان (نسمة)                                         | 5.33 مليون                                                | 26.91 مليون  |
| الكثافة السكانية (ن./كم²)                                 | 13.84                                                     | 112.82       |
| العاصمة                                                   | أوسلو                                                     | أكرا         |
| اللغة الرسمية                                             | بوكمول، لغات السامي، نينوشك، اللغة النرويجية              | لغة إنجليزية |
| العملة                                                    | كرونة نروجية                                              | سيدي غاني    |
| الناتج المحلي الإجمالي (بليون دولار)                      | 398.83 مليار                                              | 47.33 مليار  |
| الناتج المحلي الإجمالي (تعادل القوة الشرائية) بليون دولار | 322.23 مليار                                              | 115.41 مليار |
| الناتج المحلي الإجمالي الاسمي للفرد دولار أمريكي          | 74.40 ألف                                                 | 1.37 ألف     |
| الناتج المحلي الإجمالي للفرد دولار أمريكي                 | 65.61 ألف                                                 | 4.08 ألف     |
| مؤشر التنمية البشرية                                      | 0.944                                                     | 0.579        |
| رمز المكالمات الدولي                                      | +47                                                       | +233         |
| رمز الإنترنت                                              | .no                                                       | .gh          |
| المنطقة الزمنية                                           | ت ع م+01:00، ت ع م+02:00، توقيت وسط أوروبا، أوروبا/أوسلو ‏ | 00           |

## منظمات دولية مشتركة
يشترك البلدان في عضوية مجموعة من المنظمات الدولية، منها:
| علم المنظمة | اسم المنظمة                               | تاريخ انضمام النرويج | تاريخ انضمام غانا |
| ----------- | ----------------------------------------- | -------------------- | ----------------- |
|             | مؤسسة التنمية الدولية                     | 24 سبتمبر 1960       | 29 ديسمبر 1960    |
|             | يونسكو                                    | 4 نوفمبر 1946        | 11 أبريل 1958     |
|             | وكالة ضمان الاستثمار متعدد الأطراف        | 9 أغسطس 1989         | 29 أبريل 1988     |
|             | الأمم المتحدة                             | 27 نوفمبر 1945       | 8 مارس 1957       |
|             | الفريق المعني برصد الأرض                  | ?                    | ?                 |
|             | الاتحاد البريدي العالمي                   | ?                    | ?                 |
|             | البنك الدولي للإنشاء والتعمير             | 27 ديسمبر 1945       | 20 سبتمبر 1957    |
|             | الاتحاد الدولي للاتصالات                  | 1866                 | 17 مايو 1957      |
|             | منظمة حظر الأسلحة الكيميائية              | ?                    | ?                 |
|             | مؤسسة التمويل الدولية                     | 20 يوليو 1956        | 3 أبريل 1958      |
|             | المركز الدولي لتسوية المنازعات الاستشارية | 15 سبتمبر 1967       | 14 أكتوبر 1966    |
|             | منظمة التجارة العالمية                    | 1995                 | ?                 |
|             | منظمة الشرطة الجنائية الدولية             | ?                    | ?                 |
|             | البنك الإفريقي للتنمية                    | 1963                 | ?                 |

## أعلام
هذه قائمة لبعض الشخصيات التي تربطها علاقات بالبلدين:
- آدم لارسن كواراسي (لاعب كرة قدم غاني، 12 ديسمبر 1987[23] – )
- ألكسندر تيتي (لاعب كرة قدم نرويجي، 4 أبريل 1986[24] – )
- عافوه هيرش (2 يونيو 1981 – )

## وصلات خارجية
- موقع وزارة الخارجية النرويجية
- موقع وزارة الخارجية الغانية